# Cantillac
Cantillac (trong tiếng Occitan Cantilhac) là một xã của Pháp nằm ở tỉnh Dordogne trong vùng Aquitaine của Pháp. Xã này có diện tích 8,12 km2, dân số năm 2004 là 175 người. Xã nằm ở khu vực có độ cao từ 124–233 m trên mực nước biển.

## Thông tin nhân khẩu
| Năm    | 1962 | 1968 | 1975 | 1982 | 1990 | 1999 | 2004 |
| ------ | ---- | ---- | ---- | ---- | ---- | ---- | ---- |
| Dân số | 159  | 164  | 186  | 163  | 151  | 167  | 175  |